# MaSzyna – Symulator pojazdów szynowych
MaSzyna – Symulator Pojazdów Szynowych (dawniej Symulator MaSzyna EU07-424) – polski symulator pojazdów szynowych. W obecnej wersji pozwala na sterowanie wieloma polskimi lokomotywami i zespołami trakcyjnymi. Do wyboru są m.in.: EP05, EU06, EU07, EP07, EP08, EP09, ET21, ET22, ET41, ET42, Škoda 31E, Škoda 59E,  EU43, EU44, EU45,      EN57, EN71, ED72, Pesa Elf, Newag Impuls, SM42, ST43, ST44, SU45, SU46, jak również modele wycofane z ruchu liniowego, jak na przykład SN61. Dużo innych lokomotyw jest sterowanych przez AI (komputer). Ponadto dostępnych jest niemal sto rodzajów wagonów.
Program (na licencji freeware) tworzony jest przez grupę hobbystów. Z forum programu pobrać można dodatkowe dźwięki i modele pojazdów, modele budynków, trasy, tekstury wykonane przez innych użytkowników. Możliwe jest również tworzenie własnych dodatków. Modele można tworzyć za pomocą dowolnego programu zapisującego pliki w formacie 3ds max, gmax lub Blender. Od wersji 20.04 oprócz programu Rainsted dostępny jest jeszcze jeden - dający więcej możliwości ustawień starter. Pełni on taką samą funkcję jak Rainsted, który od wersji 20.09 przestał być oficjalnie wspierany.

## Historia
Symulator stworzony został przez Marcina Woźniaka, który 2 sierpnia 2001 roku zaprezentował na grupie dyskusyjnej pl.misc.kolej pierwszą wersję, którą określił jako "symulator karykatury EU07". Wersja ta wykorzystywała dźwięki, tekstury i modele z symulatora Mechanik. W miesiąc później ukazała się kolejna wersja, przy tworzeniu której pomogło kilka osób. Jedną z tych osób był Maciej Czapkiewicz, który stworzył główną fizykę symulatora. Obecnie wymienione osoby już nie tworzą żadnych dodatków do tego symulatora, robią to inni użytkownicy.
W listopadzie 2003 roku powstało forum, dzięki któremu rozwój dodatków do symulatora nabrał tempa. Powstało dużo nowych obiektów, pojazdów, a także tras.
W czerwcu 2006 wydano na forum "Nieoficjalny pakiet (modyfikację paczki Mariusza1970)" – od tego czasu użytkownicy zaczęli bazować na tej paczce. Rok później narodził się pomysł na Instalator+Starter+Edytor (Rainsted). Program ten był jednocześnie instalatorem dodatków, starterem i edytorem scenerii.
16 stycznia 2010 roku wydano pierwszą od 2004 roku oficjalną Paczkę Całościową zawierającą zmiany i poprawki z ostatnich 3 lat. 19 maja 2010 roku wydano Service Pack 1 do Paczki Całościowej 2009, a dzień później ukazał się patch SP1.1.
23 lutego 2019 poinformowano o zamiarze przeniesienia symulatora na platformę Steam.. Pomysł ten jednak nigdy nie został zrealizowany.
Pierwotnie symulator napisany był w Pascalu, we wrześniu 2016 roku rozpoczęto konwersję kodu symulatora na język C++

Historia wydań
11 kwietnia 2011 została wydana Paczka Całościowa 2010, zawierająca dodatki stworzone po ukazaniu się poprzedniej paczki, nowy plik wykonywalny symulatora (EXE), zimową wersję trasy Bałtyk oraz różne poprawki. Cztery dni później ukazał się patch eliminujący kilka błędów znalezionych po wydaniu Paczki.
16 maja 2012 ukazała się Paczka Całościowa, zawierająca m.in. nowy plik wykonywalny symulatora (EXE), lokomotywy: TEM2_v2, EP05_v2 wraz z kabinami, nową roślinność, służbę l053_cargo oraz dodatki, które ukazały się po wydaniu Paczki Całościowej 2010. W tym dniu została także uruchomiona nowa, oficjalna strona główna projektu.
24 stycznia 2013 ukazała się "MaSzyna 01.13" (autorzy odeszli od nazwy "Paczka Całościowa"). Zawierała nowy plik wykonywalny symulatora w wersji 1.8.712.394, przystosowane do niego scenerie, a także prawie wszystkie inne dodatki, które ukazały się od wydania Paczki Całościowej 2011 (łącznie z wydanymi w Service Pack'u 1). Spośród nielicznych dodatków, które nie zostały dołączone, najwięcej zmian wnosił System Pneumatyki Kolejowej SPKS. Jego nieobecność wynikła jednak z braków w charakterystykach niektórych pojazdów oraz faktu, iż był on nadal w fazie testów i ulepszeń.
23 sierpnia 2013 ukazała się "MaSzyna 08.13". Został w niej umieszczony SPKS, w którym poprawiono pewne błędy i zwiększono stabilność działania. Dzięki temu zapewniono pełną przejezdność poszczególnych scenariuszy oraz znacząco wzrósł realizm symulacji układu hamulcowego pociągu. Oprócz tego zebrano wydane do tej pory dodatki, kilka z nich miało swoją premierę właśnie w tej wersji. Wraz z publikacją na stronie głównej zamieszczona została krótka lista problemów wraz z rozwiązaniami.
8 lutego 2015 ukazała się "MaSzyna 15.02". Była to wersja developerska, którą nazwano "wersja źródłowa". Wersja ta przeznaczona była głównie dla twórców dodatków i nie była przeznaczona do stabilnej rozgrywki.
10 kwietnia 2015 ukazała się "MaSzyna 15.04". Wydanie to podsumowuje prace ostatnich kilkunastu miesięcy, które skupiły się głównie na poprawianiu scenerii pod kątem ustawienia sieci trakcyjnej, współpracy odbieraka prądu i sieci trakcyjnej oraz sposobu jej zasilania. Ponadto MaSzyna 15.04 zawiera mnóstwo drobnych poprawek względem poprzedniego wydania (MaSzyna 08.13 z sierpnia 2013 r.). Po około 2 tygodniach, dokładnie 26 kwietnia 2015 ukazał się Patch "15.04.26" niwelujący błędy znalezione w wersji 15.04.
29 maja 2016 ukazał się "Patch 16.05". Nie była to samodzielna paczka całościowa, a jedynie nakładka na wydaną wcześniej wersję 15.04 wraz z patchem 15.04.26. Patch ten poprawiał stabilność programu oraz dodawał wiele nowości.
14 września 2016 ukazał się "Patch 16.08". Była to nakładka na wersję 15.04 wraz z poprzednimi patchami. Wydanie to miało głównie charakter symboliczny, ponieważ ukazało się z okazji 15-lecia symulatora "MaSzyna" i nie zawierało znaczących zmian ani poprawek, a jedynie te przygotowane w ciągu poprzednich 4 miesięcy, które upłynęły od patcha 16.05.
4 lutego 2018 ukazało się wydanie "Patch 18.01" prezentujące stan prac na koniec stycznia 2018 roku. 
31 marca 2018 ukazała się "MaSzyna 18.03". Była to pierwsza samodzielna paczka całościowa (jednocześnie nie będąca patch'em) od kwietnia 2015 roku.
23 maja 2018 ukazała się "MaSzyna 18.05",  która była jedynie patchem do poprzedniego wydania (18.03). W ciągu następnych dwóch miesięcy ukazały się jeszcze dwa patch'e. Były to "MaSzyna 18.06" z 30 czerwca 2018 oraz "MaSzyna 18.07" z 2 sierpnia 2018. Od wersji 18.05 symulator jest pobierany i instalowany przez specjalny instalator, do tej pory każde wydanie było pakowane w archiwum .zip i udostępniane w postaci torrenta lub linku.
11 października 2018 ukazał się następny patch "MaSzyna 18.10". Wydanie to zawierało eksperymentalny plik wykonywalny "eu07_gl33.exe".
5 grudnia 2018 ukazał się kolejny patch "MaSzyna 18.12" wprowadzający niewielkie zmiany i poprawki.
20 stycznia 2019 ukazała się "MaSzyna 19.01". Była to kolejna po 18.03 paczka całościowa, nie będąca jedynie patch'em.
6 kwietnia 2019 ukazał się patch "MaSzyna 19,04", wprowadzający niewielkie poprawki i zmiany po wydaniu wersji 19.01.
9 sierpnia 2019 ukazał się kolejny patch "MaSzyna 19.08", wprowadzający zmiany i poprawki do poprzedniej wersji wraz z patchem.
21 stycznia  2020 ukazała się "MaSzyna 20.01", która była następną samodzielną paczką całościową. a nie jedynie patch'em.
30 kwietnia 2020 ukazała się "MaSzyna 20,04", nazwana również "MaSzyna 20.04+". Była to samodzielna paczka całościowa. Pojawił się w niej nowy, alternatywny starter (Rainsted wówczas wciąż był używany), 2 nowe scenariusze "Bałtyk ŚDM" oraz "Bałtyk Euro 2012" i wiele innych zmian oraz poprawek.
17 września 2020 ukazała się "MaSzyna 20.09", była to kolejna samodzielna paczka całościowa. Jedną z największych zmian było wprowadzenie nowego EZT typu 36WE "Impuls".
2 maja 2021 ukazała się "MaSzyna 21.04", była to samodzielna paczka całościowa. Po wydaniu tej wersji odstąpiono od publikowania osobnych tzw. "patchów", Zamiast tego dodaje się je do tematu z wydaniem i publikuje się informacje o wydaniu takiego patcha.
1 kwietnia 2022 ukazała się "MaSzyna 22.03". Jest to jedno z bogatszych wydań symulatora. Wprowadzono w nim mnóstwo zmian i dodano sporo nowości w tym m.in. nowe EZT typu EN57AL, EN57ALc, EN57ALd, 31WE, 45WE, ED78, 22WEc (EN76KP) czy też lokomotywy m.in. EP07P, EU44, Dragon 2 czy Ex07. Dodano również nową scenerię "wrzosy". Ponadto wprowadzono wiele nowości i dodatków zwiększających realizm (papierowe rozkłady jazdy, modele szaf WN, tablet z rozkładem itd). Od tego wydania Rainsted nie jest już oficjalnie wspierany. Dzień później, już 2 kwietnia pojawiła się nowa łatka naprawiająca pewne błędy.
10 kwietnia 2022 pojawił się patch do wersji 22.03, wprowadzający poprawki.
22 sierpnia 2022 wydano kolejny patch noszący nazwę "MaSzyna 22.08", który zawiera szereg poprawek i kilka nowości względem poprzedniej wersji. 
5 listopada 2022 opublikowano patch pod nazwą "MaSzyna 22.11". Wydanie zawiera szereg poprawek i kilka nowości. Patch nie jest samodzielną paczką, a jedynie łatką na poprzednie wydanie wraz z patchami. 

## Rozgrywka
Symulator zawiera około 150 scenariuszy opartych na 15 sceneriach. Część scenerii jest przestarzała i nierozwijana, są to m.in. Moczniki, Zwierzyniec, Tarniowo. Na tych sceneriach rozgrywka może nie być w pełni możliwa. W większości przypadków scenariusz polega na poprowadzeniu pociągu pomiędzy dwiema stacjami z opcją powrotu lub bez. Istnieją też scenariusze manewrowe, w których jazdy odbywają się wyłącznie w ramach jednej stacji (fikcyjne scenerie Manewrowo 3 czy Bocznica E.C Dobre), a użytkownik musi ręcznie przekładać niektóre rozjazdy/zwrotnice. Czas trwania scenariuszy jest zróżnicowany - od 30 minut do aż 5 godzin. Niektóre nowsze scenariusze używają zdarzeń losowych, co powoduje, że za każdym razem symulacja przebiega inaczej. W zależności od scenariusza inne może być przygotowanie pociągu do wyjazdu – od pociągu stojącego przy peronie i oczekującego na podanie wolnej drogi po wyjazd z lokomotywowni, podłączanie do składu i wykonanie próby hamulca. Również zakończenie scenariusza może polegać na zatrzymaniu pociągu na stacji końcowej, albo na odstawieniu wagonów na tory postojowe i zjechaniu do lokomotywowni. Niektóre scenariusze wymagają pozostawienia dotychczasowego składu na docelowej stacji, a następnie zabrania innych wagonów. W każdym przypadku należy się zapoznać z opisem scenariusza, dostępnym w oddzielnym pliku albo widocznym po wybraniu scenariusza i pociągu do prowadzenia.
Podczas jazdy można spotkać pociągi prowadzone przez komputer (AI). Scenariusze na niektórych sceneriach (Quark, Krzyżowa, Bałtyk) zorganizowane są tak, że użytkownik przejmuje jeden z kilku dostępnych pociągów, a komputer steruje pozostałymi. W innych scenariuszach dla użytkownika przeznaczony jest tylko jeden skład (znaczna większość scenariuszy), natomiast pociągi prowadzone przez komputer pełnią głównie funkcje dekoracyjne.
Scenariusze przygotowane w paczce zostały przetestowane z umieszczonym w nich taborem. Użytkownik może (np. za pomocą startera) zmienić pojazdy kolejowe w danym scenariuszu na inne, jednak czasem może to skutkować nieprawidłowym przebiegiem scenariusza (np. gdy zbyt słaba lokomotywa lub zbyt wiele wagonów przełoży się na wydłużenie czasu jazdy).
Symulator nie posiada żadnego systemu punktacji czy oceny zachowań użytkownika. Jedynym zapisem przeprowadzonej jazdy może być tzw. taśma z Haslera (prędkościomierza), na której widoczne są poślizgi, przekroczenia prędkości czy błędy typu brak hamowania kontrolnego. Na forum umieszczono specjalne wątki do zamieszczania taśm z jazdy oraz oceniania ich. W skrajnym przypadku użytkownik może doprowadzić do uszkodzenia prowadzonej lokomotywy, wykolejenia pociągu lub zderzenia uniemożliwiającego dalszą jazdę.
Symulator nie posiada mechaniki realistycznych zderzeń ani katastrof kolejowych.

## Zakres symulacji
Pojazdy kolejowe
Symulacja ruchu wagonów i lokomotyw oparta jest na modelu fizycznym, opracowanym na podstawie dostępnych charakterystyk trakcyjnych. Symulacja zachowania hamulców jest wykonywana przez wyodrębniony moduł, zwany SPKS, opracowany na podstawie literatury przedmiotu oraz pomiarów. Możliwe jest sprzęganie wagonów za pomocą sprzęgów śrubowych i węży pneumatycznych. Zespoły trakcyjne mogą być łączone sprzęgiem Scharfenberga.
Symulacja sterowania z kabiny obejmuje baterię, wyłącznik szybki, sprężarkę, przekaźniki nadmiarowe (główny oraz przetwornicy i ogrzewania), nastawniki: kierunkowy, jazdy i bocznikowania, zawory maszynisty FV4a oraz H14K1, hamulec przeciwpoślizgowy, piasecznicę, zapalanie świateł białych i czerwonych, sterowanie drzwiami, sygnały dźwiękowe, komputery pokładowe, czuwak aktywny oraz kasowanie samoczynnego hamowania pociągu. Ponadto z poziomu przedziału maszynowego można odłączyć uszkodzone silniki.
Trakcja elektryczna
Podstawowym i najwierniej symulowanym pojazdem jest lokomotywa elektryczna EU07. Symulacja sterowania z kabiny obejmuje dodatkowo podnoszenie i opuszczanie pantografów, przetwornicę, rozłączenie styczników liniowych, rozruch wysoki. Symulacja innych lokomotyw bazuje na symulacji EU07, są dołożone dodatkowe urządzenia jak np. wał kułakowy i obsługa drzwi w EZT. Model silnika obejmuje rozruch oporowy i rozruch silników asynchronicznych oparty na falownikach trakcyjnych. Stworzono również napęd asynchroniczny.
Trwają prace nad symulacją spadków napięć na sieci trakcyjnej prądu stałego.
Trakcja spalinowa
Na chwilę obecną, działanie spalinowozów jest mocno usprawnione względem poprzednich wersji. Od wydania 18.03, w symulatorze obecna jest nowa fizyka spalinowozów, dzięki której przy rozruchu silnika, a także przy niskich obrotach, możemy "odczuć" wibracje których intensywność jest m/w taka sama jak w przypadku prawdziwych lokomotyw. Ponadto przed uruchomieniem silnika musimy załączyć pompkę paliwa oraz oleju, możemy to zrobić za pomocą kombinacji klawiszy lub z pulpitu za pomocą myszy. Cały czas prowadzone są prace nad możliwie jak najdokładniejszym odwzorowaniem pracy lokomotyw spalinowych, w ramach udoskonalania symulacji w wersji 19.08 zostały dodane spaliny - intensywność dymu odzwierciedla moc i obroty silnika.
Sterowanie ruchem
W zakresie sterowania ruchem symulator uwzględnia wszystkie sygnalizatory i znaki używane przez PKP, aczkolwiek niektóre znaki nie wpływają na ruch pojazdów, np. wskaźniki na liniach zelektryfikowanych. 
Pojazdy drogowe
W bardzo uproszczony sposób symulowane są samochody, autobusy i ciężarówki. Zatrzymują się one przed zamkniętymi przejazdami i ruszają po otwarciu zapór. Elementem dekoracyjnym są również łódki na niektórych scenariuszach.

## Instalacje publiczne i edukacyjne
- W kwietniu 2013 roku Symulator MaSzyna został udostępniony zwiedzającym Muzeum Kolejnictwa w Warszawie, jako instalacja na infokiosku[11].
- W Lubelskim Zakładzie Przewozów Regionalnych funkcjonuje symulator EN57, w postaci pulpitu i szaf elektrycznych pojazdu, podłączonych do komputera z zainstalowanym programem MaSzyna[12][13].
- W dawnym Technikum Kolejowym w Warszawie, w sali nr 10, znajduje się pulpit EN57-19xx, który kiedyś był podłączony do Mechanika[14][15], a obecnie współdziała z MaSzyną. Jest używany przez firmę szkolącą kandydatów na licencję maszynisty[16].
- W październiku 2013 odbyły się pierwsze zajęcia na symulatorze w firmie Cargo Master z Torunia w ramach szkolenia na licencję maszynisty[17]. Pulpit sterujący jest zbudowany na podstawie części z lokomotywy ET22. Ten sam pulpit został zaprezentowany w kwietniu 2014 podczas XI Konferencji „Modernizacja Taboru Szynowego”[18].
- W kwietniu 2014 została zaprezentowana kabina symulatora lokomotywy EU07, znajdująca się w Technikum Kolejowym w Sosnowcu[19][20].
- We wrześniu 2017 Symulator MaSzyna został zaprezentowany na międzynarodowych targach Trako w Gdańsku. Został wtedy wystawiony pulpit ET41.[21]
- W 2021 w Białymstoku, stowarzyszenie Kolejowe Podlasie uruchomiło Białostocki Symulator Kolejowy EN57-606, współdziałający z symulatorem MaSzyna[22].